# 卵叶繁缕
卵叶繁缕（学名：Stellaria ovatifolia）为石竹科繁缕属的植物。分布在尼泊尔以及中国大陆的西藏等地，生长于海拔2,600米至2,800米的地区，见于林缘河边，目前尚未由人工引种栽培。